# Ansberto (senatore)
Ansberto (fl. VI secolo) è stato un nobile franco, senatore gallo-romano dell'Austrasia.

## Biografia
Figlio di Ferreolo di Rodez, senatore di Narbona, e di sua moglie Dode, sposò, secondo le fonti dell'epoca, Blithilde, figlia di Cariberto I (re dei Franchi dal 561 al 567) e nipote di Clotario I.

## Famiglia e discendenza
Gregorio di Tours, cronista contemporaneo dei figli di Cariberto I, afferma che dall'unione di Ansberto e Blithilde nacquero tre figli:
- Arnoaldo, vescovo di Metz[4]
- Munderico, vescovo di Arisitum[4]
- Tarsicio[4]